# Castiarina michaelpowelli
Castiarina michaelpowelli es una especie de escarabajo del género Castiarina, familia Buprestidae. Fue descrita científicamente por Barker en 2005.